# بنای محمد نج
بنای محمد نج مربوط به سدهٔ ۸ و ۹ ه.ق است و در شهرستان نور، بخش بلده، دهستان تتارستاق، روستای نج واقع شده و این اثر در تاریخ ۲۶ اسفند ۱۳۸۶ با شمارهٔ ثبت ۲۱۹۵۹ به‌عنوان یکی از آثار ملی ایران به ثبت رسیده است.